# Krzeczewo
Krzeczewo (niem. Sonnenburg) – wieś w Polsce położona w województwie warmińsko-mazurskim, w powiecie kętrzyńskim, w gminie Barciany.
W latach 1975–1998 miejscowość administracyjnie należała do województwa olsztyńskiego.
Lokalna nazwa wsi – Słoniewo (wywodząca się od dawnej, niemieckiej nazwy folwarku). Dawniej istniał tu folwark, należący najprawdopodobniej do dóbr w Silginach.